# Malmvattnen
Malmvattnen eller Malmvattensjöarna kan syfta på två varandra näraliggande sjöar i Sollefteå kommun i Ångermanland:
- Östra Malmvattensjön, sjö i Sollefteå kommun, 62°57′55″N 17°03′11″Ö / 62.9654°N 17.053°Ö (15 ha)
- Västra Malmvattensjön, sjö i Sollefteå kommun, 62°57′57″N 17°02′28″Ö / 62.9658°N 17.0412°Ö (16,6 ha)